# Карамышево (Чувашия)
Кара́мышево (чув. Елчӗк) — село в Козловском районе Чувашской Республики России. Административный центр Карамышевского сельского поселения.

## География
Расстояние до столицы республики, города Чебоксары, — 89 км, до районного центра, города Козловка, — 19 км, до железнодорожной станции — 28 км. Село расположено на берегах реки Аниш. 
Часовой пояс
Село Карамышево, как и вся Чувашская Республика, находится в часовой зоне МСК (московское время). Смещение применяемого времени относительно UTC составляет +3:00.
Административно-территориальная принадлежность
В составе: Яльчиковской волости Свияжского уезда (в XVII веке), Яльчиковской, Покровской (до 8 февраля 1918 года), Карамышевской (волостной центр с 8 февраля 1918 года до 20 июля 1926 года), Никольской (до 1 октября 1927 года) волостей Чебоксарского уезда (до 1 октября 1927 года), Козловского (до 20 декабря 1962 года), Урмарского (до 14 марта 1965 года). С 14 марта 1965 года вновь в составе Козловского района:165.

Сельский совет: Карамышевский (с 1 октября 1927 года):165.

## История
Село возникло в 1-й половине XVII века как поселение служилых чувашей. Уже «…в 1587/1588 году ясачным чувашам дер. Карамышево (Яльчики) Яльчиковской волости Свияжского уезда (ныне Козловского района) в ходе писцовой переписи А. Болтина была отведена земля на диком поле за старою засекою, то есть вне Кубнинской укрепленной линии. Здесь образовалась дер. Большие Полевые Яльчики (ныне село Большие Яльчики)»:168-169.

Жители — в 1724—1866 годах (до отмены крепостного права) государственные крестьяне; занимались земледелием, животноводством, торговлей хлебными и бакалейными товарами, изготовлением кирпича, кузнечным промыслом. Действующий храм Иоанна Богослова (1752—1940, с 1944 года). В 1861 году открыто сельское училище, 15 октября 1868 года — земское училище, в 1912 году – двухклассное училище. В начале XX века действовали ветряная мельница, крупообдирочная машина, трактирное заведение; в 1920-е годы — школа 1-й ступени. В 1929 году образован колхоз «Красный луч».

По состоянию на 1 мая 1981 года Карамышево и населённые пункты Карамышевского сельского совета образовывали совхоз «Волга»:89.
Исторические названия
Богословское, Карамышево-Яльчики.

## Население
| 2010 | 2012 |
| ---- | ---- |
| 493  | ↗567 |

В 1781/1782 годах в Карамышево Чебоксарского уезда проживали 466 человек, крещёных чуваш
По данным Всероссийской переписи населения 2002 года в селе проживали 576 человек, преобладающая национальность — чуваши (97%).

## Инфраструктура
Функционирует КФХ Васильева (по состоянию на 2010 год).

Имеются средняя общеобразовательная, детская музыкальная школы, офис врача общей практики, Дом культуры, библиотека, стадион, отделения связи и сбербанка, 4 магазина.
Памятники и памятные места
- Памятник павшим в боях за Родину в Великой Отечественной войне[10].
- Ансамбль церкви Иоанна Богослова (конец XIX века) — объект культурного наследия народов России (регионального значения)[11][12].

## Люди, связанные с селом
- Агельская Анастасия Петровна (1900, Карамышево — 1975, Мариинский Посад) — учительница. Преподавала биологию и химию в Мариинско-Посадской семилетней школе №24 (ныне средняя школа №2) (1921—1943), работала инспектором, заведующим роно в Мариинском Посаде, директором Мариинско-Посадской семилетней школы (1943—1955). Заслуженный учитель школы РСФСР (1954). Награждена орденами Ленина, Трудового Красного Знамени[13].
- Воскресенский Виталий Григорьевич (1909, Карамышево, Чебоксарский уезд — 1992, Москва) — военачальник, генерал-лейтенант артиллерии (1958). Награждён орденами Ленина (дважды), Красного Знамени (трижды), Суворова 2-й степени, Кутузова 2-й степени, Богдана Хмельницкого 2-й степени, Отечественной войны 2-й степени, Красной Звезды (трижды), «Знак Почёта», медалями.
- Ефимов Никита Ефимович (Богатырёво, Ядринский уезд — 1918, Карамышево) — фольклорист, этнограф, исследователь чувашского языка. Участвовал в экспедициях Общества археологии, истории и этнографии при Казанском университете, собирал языковой, этнографический и фольклорный материал (1889). Член-сотрудник этого Общества. Занимался миссионерской и просветительской деятельностью (1889—1891), в 1894—1905 был священником в Чистопольском уезде, с 1905 жил в Карамышево[14].
- Зайцев Николай Гаврилович (р. 1942, Карамышево, Козловский район) — краевед. Член Союза журналистов России (2005). Работал первым секретарём Козловского райкома ВЛКСМ (1967—1969). Автор  гербов города Козловка и Козловского района, стелы у въезда в город Козловка. Составитель «Книги памяти Козловского района» (2002). Заслуженный работник культуры Чувашской Республики (2002). Почётный гражданин Козловского района (2012)[15].
- Иевлев Михаил Иванович (1900, Карамышево, Чебоксарский уезд — 1983, Москва) — хирург, организатор здравоохранения. Работал хирургом и главным врачом Беловолжской больницы Козловского района (1923—1940). Расширил лечебницу с 10 коек до 100. Во время Великой Отечественной войны был хирургом, начальником эвакогоспиталя, хирургом госпиталя им. Н.Н. Бурденко. Заслуженный врач РСФСР (1940). Награждён 6 орденами и медалями[16].

## Прочее
в 2003 году в Козловском районе Чувашии, на левобережном склоне реки Шанарка (приток Аниша), в 1 км западнее села Карамышево создан государственный природный заказник «Карамышевский».